# 神父禁戀
《神父禁戀》是一齣2002年墨西哥-西班牙合作拍攝的電影，由卡洛斯·卡雷拉導演，劇情大致依據19世紀葡萄牙作家艾薩·德·克羅茲出版於1875年的小說《阿瑪洛神父之罪》改編，加路·加西亞·班奴、安娜·克勞蒂亞·塔蘭康和桑丘·賈西亞擔任主演。影片於2002年8月16日在墨西哥城首映。
電影釋出時，在墨西哥的天主教會團體中引發極大爭議，這些團體曾試圖阻止電影拍攝，不過最終沒有成功，此片還成為墨西哥國內有史以來票房最高的電影。影片在美國也獲得商業成功，美國的發行商只花了不到1百萬美元取得電影在北美的發行權，而僅在有限上映的情況下就收獲570萬美元的票房。
影片於第75屆奧斯卡金像獎上提名奧斯卡最佳外語片獎。

## 演員表
- 加路·加西亞·班奴 飾 阿瑪洛神父
- 安娜·克勞蒂亞·塔蘭康（英语：Ana Claudia Talancón） 飾 愛美娜
- 桑丘·賈西亞（英语：Sancho Gracia） 飾 Benito神父
- 露薏莎·烏埃塔（西班牙语：Luisa Huertas） 飾 Dionisia
- 安德烈·蒙蒂耶（英语：Andrés Montiel） 飾 Rubén
- 達米恩·艾卡薩（英语：Damián Alcázar） 飾 Natalio神父
- 艾內士鐸·高梅茲·克魯斯（英语：Ernesto Gómez Cruz） 飾 主敎
- Gastón Melo 飾 Martin
- 安吉莉卡·亞拉岡（英语：Angélica Aragón） 飾 Sanjuanera

## 外部連結
- 互联网电影数据库（IMDb）上《神父禁戀》的资料（英文）
- 開眼電影網上《神父禁戀》的資料（繁體中文）